# 阿瓜奇卡
阿瓜奇卡是哥倫比亞的城市，位於該國東北部，由塞薩爾省負責管轄，距離首府巴耶杜帕爾301公里，始建於1748年8月16日，面積876平方公里，海拔高度162米，2005年人口103,944。

## 外部連結
- （西班牙文） Aguachica official website
- （西班牙文） 2005 Census: Aguachica（页面存档备份，存于）
- （西班牙文） Luis Angel Arango Library: Aguachica y algodón: historias paralelas

8°19′N 73°38′W / 8.317°N 73.633°W